# Oenothalia plagiata
Oenothalia plagiata är en fjärilsart som beskrevs av W. Warren 1909. Oenothalia plagiata ingår i släktet Oenothalia och familjen mätare. Inga underarter finns listade i Catalogue of Life.